# Bencze Ferenc
Bencze Ferenc (Nagyvárad, Román Királyság, 1924. október 4. – Budapest, Magyarország 1990. szeptember 7.) Balázs Béla-díjas magyar színész.

## Életpályája
Pályáját a nagyváradi Állami Színház társulatánál 1945-ben kezdte mint kórista és táncos. Közismert gúnynevét: „Liba” , hangutánzó tehetsége után ragasztották rá . Aktív sportoló volt (labdarúgó, asztali teniszező, kosárlabdázó, 1949-től 1950-ig hivatásos labdarúgó 1958-tól a Kolozsvári Állami Magyar Színház tagja volt. 1977-ben költözött át Magyarországra, és a MAFILM színésztársulatának tagja lett. A veszprémi Petőfi Színház 1984-ben szerződtette. 1985-ben nyugdíjba vonult.

### Munkássága
Filmes pályafutása a Liviu Ciulei rendezte, Liviu Rebreanu Akasztottak erdeje (1964) című regényéből készített filmmel kezdődött meg. Vendégszereplőként 1970-ben Bacsó Péter Kitörés című filmjében szerepelt. 1973-ban nagy sikere volt a Plusz-mínusz egy napban, amelynek rendezője Fábri Zoltán volt. 1976-ban játszott Az ötödik pecsét című filmben. 1978-ban a kairói filmfesztiválon elnyerte a legjobb férfi alakítás díját.

## Színpadi szerepei
- Polgár András: Kettős helyszín – Czeier hadnagy
- Steinbeck: Egerek és emberek – Candy; A gazda
- Kocsis István: Nem zárjuk kulcsra az ajtót – Károly
- Páskándi Géza: Az ígéret ostroma, avagy félhold és telihold – Forintos
- Kertész Ákos: Névnap – Varga Lehel
- Páskándi Géza: Isten csalétkei - II. Rákóczi Ferenc – Menegatti
- Tolcsvay: Ludas Matyi – Ispán
- Nemeskürty István: Hantjával ez takar – Schönner Odiló
- Remenyik Zsigmond: 'Vén Európa' Hotel – Eugenio
- Arisztophanész: A nők diadala – Tanácsos
- Szakonyi Károly: Kardok, kalodák – Hasszán
- Krúdy Gyula: A vörös postakocsi – Unghonberky úr
- Szakcsi Lakatos Béla: Meghódítjuk Amerikát! – Szentpéteri Szepi
- Gyurkovics Tibor: Fekvőtámasz – Nevelőapa
- Bíró Lajos: A rablólovag – Ferenc gróf
- Thomas: Charley nénje –
- Csehov: Cseresznyéskert – Szimeonov-Piscsik Borisz Boriszovics
- Barta Lajos: Szerelem – Komoróczy
- Visnyevszkij: Optimista tragédia – Rekedthangú
- Bertolt Brecht – Kurt Weill: Koldusopera – Tigris Brown
- Machiavelli: Mandragora – Nicia
- Achard: A bolond lány – Beaurevers
- Tersánszky Józsi Jenő: Kakuk Marci – Bojnik
- Shaffer: Játék a sötétben – Harold
- Bálint Tibor: Sánta angyalok utcája – Pincér
- De Filippo: Vannak még kísértetek – Házmester

## Filmjei

### Játékfilmek
- Akasztottak erdeje (1964) – Őrmester
- Castelanii (1967)
- Két élet egy halálért (1969) – Brunetul (magyar hangja: Dömsödi János)
- Kitörés (1971) – Rendész
- Forró vizet a kopaszra! (1972) – Rendőr
- Egy kis hely a nap alatt (1973) – T. Gyula
- Kőországi lakodalom (1973) – Férj
- Plusz-mínusz egy nap (1973) – Obrád Simon
- Sapte zile (1973) – Sârbu ezredes
- Vifornița (1973) – Afron
- Az arany szelleme (1974) – Férj
- Makra (1974)
- A színész és a vadak (I-II, román, 1975)
- Hajdúk (1975) – Lökös Bálint
- A vöröshajú (1976) – gardianul Ghenadie
- Az ötödik pecsét (1976) – Béla, a kocsmáros
- Vendégek vadnyugaton (1976) – Costea
- Buzduganul cu trei peceți (1977)[4]
- A Birodalom hamvain keresztül (1978) – Dodu
- Egyszeregy (1978) – Papa
- K. O. (1978) – Tóth bácsi, Csungi apja
- Kihajolni veszélyes (1978) – Ferke
- Olyan mint otthon (1978) – András apja
- A kedves szomszéd (1979) – Szerelő
- A trombitás (1979) – Bajusz
- Az erőd (1979) – Őr
- Kinek a törvénye? (1979) – Balogh őrmester
- Mese habbal (1979) – Hubert bácsi
- A mérkőzés (1980)
- Haladék (1980) – Ostor Mihály, a megyei ÁFÉSZ elnöke
- Hogyan felejtsük el életünk legnagyobb szerelmét…? (1980) – Krénusz Józsi
- Kojak Budapesten (1980) – Ex-házmester
- Koportos (1980) – Bakter
- A mérkőzés (1981) – Samu, a Sernevál igazgatója
- Három szabólegények (1982) – Sódar hajdú
- Elcserélt szerelem (1983)
- Jób lázadása (1983) – Günther
- Hanyatt-homlok (1984) – Főspedes
- Gyerekrablás a Palánk utcában (1985) – Szomszéd
- Mata Hari (1985) – Heissig kapitány
- Sortűz egy fekete bivalyért (1984) – Temető őr
- Akli Miklós (1986)
- Die Stunde des Leon Bisquet (1986) – Couvert
- Tichá radost (1986) – Benko
- Moziklip (1987) – Főrendész
- A másik ember (1988)
- Dissident (1988) – Lelkész
- Potyautasok (1990) – Főpincér
- Az agglegény (1990)

### Tévéfilmek
- A vasrács (1971) – Lukács úr
- Aranyliba (1972)
- Szép maszkok (1974)
- Zenés TV Színház: Örökzöld fehérben feketében II. (1974)
- Sztrogoff Mihály (1975)
- Az utolsó tánctanár (1975) – Balogh János, a tánctanár
- A hallgatás ára (1977)
- Mákszem Matyi (1977) – Bernát
- A Danton-ügy (1978)
- Baleset (1978) – Apa
- Dániel (1978)
- Ítélet előtt - 1. rész: Egy lány halála (1978) – Halász János
- Rejtekhely (1978) – Simon
- Zokogó majom 1-5. (1978) – Fülöp Andor
- Bolondok bálja (1978) – Ilók apja
- A nagyenyedi két fűzfa (1979) – Bórenbukk
- Fegyverletétel (1979) – Susics
- Futrinka utca (1979) – Bórus idő férfi (hangja)
- Gombó kinn van (1979)
- Hívójel (1979) – Szániel Sándor
- Ingyenélők (1979) – Timót
- A Fejenincs Írástudó – avagy a titokzatos haláleset (1980) – Kocka-arcu fogdmeg
- A stiglic (1980)
- Aelita (1980) – Guszev
- Bolondok kvártélya (1980) – Szeleczky úr, temetkezési vállalkozó
- Gulliver az óriások országában (1980) – Gazda
- Két pisztolylövés (1980) – Szenes Nándor, Vera apja
- Prolifilm (1980)
- Szetna, a varázsló (1980) – Az Alvilág őrzője
- IV. Henrik király (1980) – Fülöp, a sváblány apja
- A hamu alatt (1981)
- Asszonyok (1981)
- Horváték (1981) – Bukvics Tosko földbirtokos
- Jegor Bulicsov és a többiek (1981) – Mokej Baskin
- Utolsó alkalom (1981) – Matejka
- A tenger 1-6. (1982)
- A világkagyló mítosza (1982) – Tengeristen
- Atlantisz (1982) – Vadember
- Bábel tornya (1982) – Munkavezető
- Csata a hóban (1982) – Apa
- Faustus doktor boldogságos pokoljárása (1982)
- Héroszok pokoljárása (1982) – Vlad Țepeș
- Kristálybirodalom (1982) – Ásító óriás
- Macbeth (1982)
- Némafilm (1982)
- Varázstoll (1982)
- A közös kutya (1983)
- A nap gyermekei (1983)
- A tizenharmadik elnök (1983)
- Angyal szállt le Babilonba (1983) – Rendőr
- Fürkész történetei (1983)
- Ha az igazságra esküdtél (1983)
- Klapka légió (1983)
- Linda (1983-1986) – Sofőr (2. részben); Vércsei (6. részben)
- Mint oldott kéve 1-7. (1983) – Sváb tűzmester
- Vassza Zseleznova (1983)
- Élő holttest (1984)
- Bajuszverseny (1984)
- Kismaszat és a Gézengúzok (1984) – Rendőr #3
- Szálka, hal nélkül (1984) – Szendera Mihály, adóellenőr
- A béke hetedik napja (1985)
- A tanítónő (1985) – Öreg Nagy
- Ember és árnyék (1985)
- Holt lelkek (1985) – Szobakevics
- Kémeri 1-5. (1985)
- Optimisták (1985)
- Rafinált bűnösök (1985) – Börtönőr
- Szemenszedett igazság (1985) – Őrmester
- Világítóhajó (1985)
- Üvegvár a Mississippin (1985) – rendőr
- Zsarumeló (1987) – Horváth
- Az öreg tekintetes (1987)
- Keresünk egy jobb hajót (1988) – Sabol
- Gaudiopolis – In memoriam Sztehlo Gábor (1989)
- Micike és az Angyalok (1987)
- T.I.R. (1987)
- Utazás az öreg autóval (1987) – Szerelő
- Holnapra a világ (1989) – Horváth
- Semmelweis Ignácz – Az anyák megmentője (1989)
- Románc (1989)
- Szindbád nyolcadik utazása (1989)
- Égető Eszter (1989)
- Wish You Were Here (1990) – Földműves

## Díjai
- Magyar Filmkritikusok Díja – Legjobb férfi alakítás díja (1974)
- Magyar Filmkritikusok Díja – Legjobb férfi epizódszereplő díja (1979)
- Balázs Béla-díj (1985)